# Attalea
Genre
Classification phylogénétique

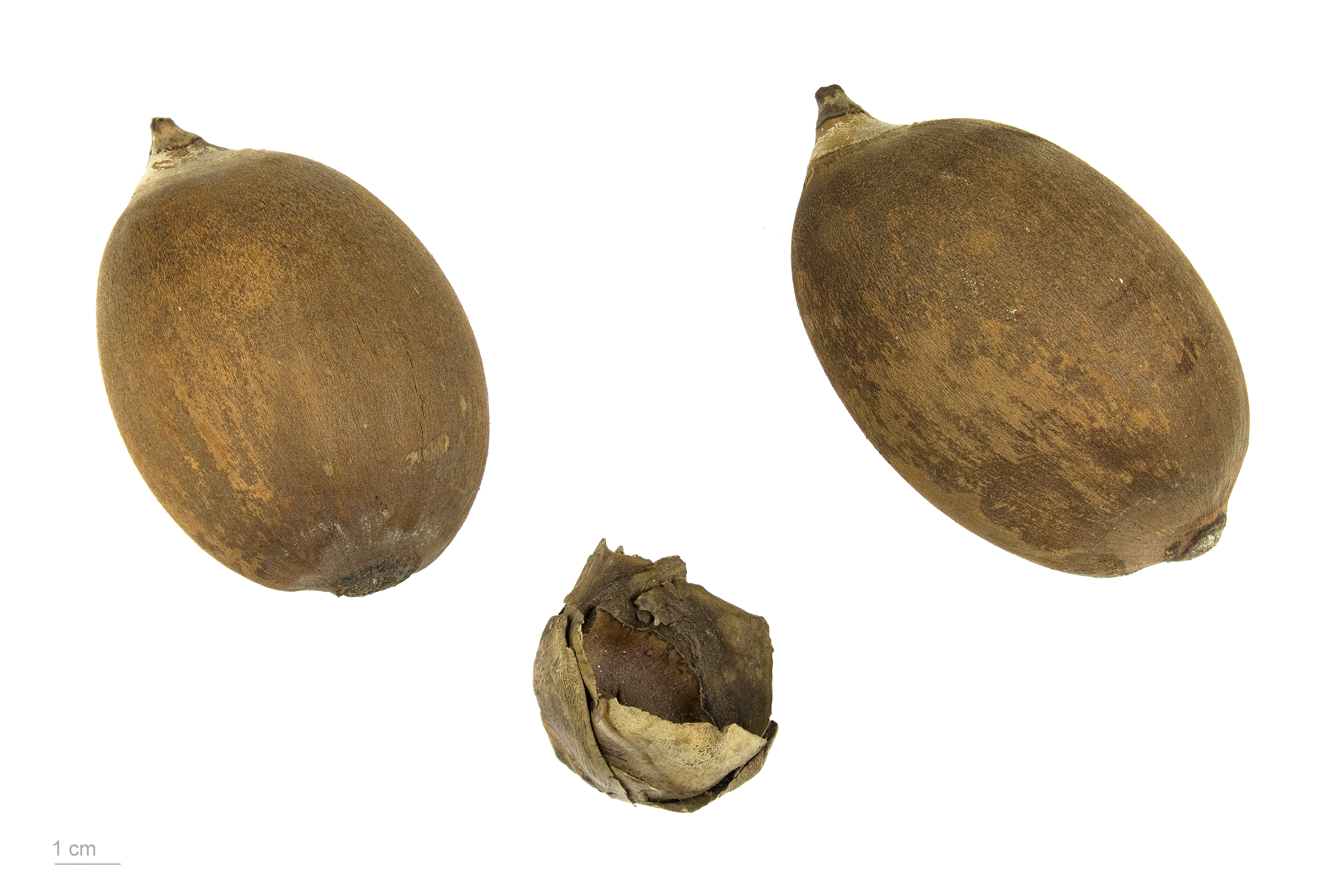
Attalea sp. - Muséum de Toulouse.

Attalea est un genre de la famille des Arecaceae (Palmiers) comprenant des espèces natives des néotropiques (Caraïbes, de l'Amérique centrale et de l'Amérique du Sud).
Ces palmiers se retrouvent dans des zones complètement différentes telles des dunes de sable côtières aux forêts sub-andéennes jusqu’à 1 600 m d’altitude, dans les plaines humides, les forêts sèches, les savanes, les marécages, etc.

## Forme générale
La forme est variable, acaules ou plantes élevées de grande taille. Plusieurs espèces sont des palmiers massifs formant des peuplements denses.

## Classification
- Sous-famille des Arecoideae
  - Tribu des Cocoeae
    - Sous-tribu des Attaleinae

Le genre Attalea partage sa sous-tribu Attaleinae avec 9 autres genres; 
Beccariophoenix,  Jubaeopsis, Voanioala,  Allagoptera,  Butia,  Cocos,  Jubaea,  Syagrus, Parajubaea.
Ce genre a bien été étudié . L'étude de Baker et Dransfield en 2016 a permis une nouvelle mise à jour de la classification en compilant toutes les études de la famille Arecaceae .
Une phénologie très marquée et une dioécie ajoutent à la difficulté de compléter les collections.
Le nombre d’espèces varie de 29 à 67 suivant les auteurs, selon les taxonomistes modernes, un consensus de 20 espèces ont été considérées comme valides.

### Attaleasensu lato
À l’étape de plantule, les palmiers de ce genre sont facilement reconnaissables, par leur éophylle lancéolée, avec une marge supérieure dentée. Par la suite, l’apex de la pinna (segment primaire de la feuille composée) présente une projection latérale, de couleur marron, dans le sens abaxial de la feuille. Ces caractères permettent de reconnaitre aisément les Attalea des autres genres à n’importe stade de leur développement, toute identification plus poussée requiert des fleurs et des fruits.
Il existe probablement des entités monophylétiques au sein du taxon, la distinction de quatre types correspondant à Attalea, Scheela, Orbignya et Maximiliana est sans doute la plus simple à considérer. Ces quatre entités sont pratiquement indifférenciables par leur partie végétative, elles diffèrent par la structure des étamines de l’inflorescence.

#### Orbignya
Les espèces référencées dans le type Orbignya sont caractérisées par des étamines avec les anthères enroulées, les fleurs staminées sont souvent regroupées densément sur le rachis.
Tous les autres types ont des fleurs staminées avec des anthères droites.

#### Maximiliana
Le type Maximiliana présente des fleurs staminées avec des pétales beaucoup plus courts que les étamines. Une seule espèce de ce type existe, Attalea maripa, elle est répandue dans la région Amazonienne.

#### Scheelea
Les espèces du type Scheelea possèdent des fleurs staminées avec des pétales plus longs que les étamines. Les pétales présentent un aspect charnu et linéaire cylindrique et n’entourent pas les étamines.

#### Attaleasensu stricto
Les espèces du type Attalea sensu stricto, possèdent, comme le type Scheelea, des fleurs staminées avec des pétales plus longs que les étamines, cependant les pétales sont aplatis et entourent les étamines.

#### Espèces n'entrant pas dans les quatre types précédents
Cinq espèces n'entrent pas dans ces quatre types et constituent un bon argument pour la constitution d’un simple genre Attalea :
- Attalea luetzelburgii, retrouvé dans les zones supérieures du rio Negro (affluent de l'Amazone), qui possède des caractères mélangés entre Orbignya et Scheelea.
- Attalea dahlgreniana, une autre espèce du Nord-Est de l’Amazonie, possède des caractères d’Orbignya et de Maximiliana.
- Attalea attaleoides, du centre et de l’Est de l’Amazonie, présente des caractères de Scheelea et de Maximiliana.
- Attalea colenda, une espèce endémique  de la côte pacifique Nord de l’Amérique du Sud, considérée comme un hybride entre Orbignya et Attalea sensu stricto ou Maximiliana.
- Attalea crassispatha, la seule espèce des grandes Antilles (Haïti), possède aussi des caractéristiques inhabituelles, surtout dans la structure des fleurs staminées et la morphologie du pollen, elle ressemble à Orbignya et a été classée dans ce type par Glassman (1999) surtout pour ses anthères frisées lors de l’anthèse.

## Espèces
- Attalea allenii H.E.Moore
- Attalea amygdalina Kunth in F.W.H.von Humboldt, A.J.A.Bonpland & C.S.Kunth
- Attalea attaleoides (Barb.Rodr.) Wess.Boer
- Attalea barreirensis Glassman
- Attalea bassleriana (Burret) Zona
- Attalea blepharopus Mart. in A.D.d'Orbigny
- Attalea brasiliensis Glassman
- Attalea brejinhoensis (Glassman) Zona
- Attalea butyracea (Mutis ex L.f.) Wess.Boer
- Attalea camopiensis (Glassman) Zona
- Attalea cephalotus Poepp. ex Mart. in A.D.d'Orbigny,
- Attalea cohune Mart. in A.D.d'Orbigny
- Attalea colenda (O.F.Cook) Balslev & A.J.Hend.
- Attalea compta Mart.
- Attalea crassispatha (Mart.) Burret
- Attalea cuatrecasana (Dugand) A.J.Hend., Galeano & R.Bernal
- Attalea dahlgreniana (Bondar) Wess.Boer
- Attalea degranvillei (Glassman) Zona, Palms
- Attalea dubia (Mart.) Burret
- Attalea eichleri (Drude) A.J.Hend.
- Attalea exigua Drude in C.F.P.von Martius & auct. suc.
- Attalea fairchildensis (Glassman) Zona
- Attalea funifera Mart.
- Attalea geraensis Barb.Rodr.
- Attalea guacuyule (Liebm. ex Mart.) Zona
- Attalea guianensis (Glassman) Zona
- Attalea hoehnei Burret,
- Attalea huebneri (Burret) Zona
- Attalea humilis Mart. ex Spreng.
- Attalea iguadummat de Nevers
- Attalea insignis (Mart.) Drude in H.G.A.Engler & K.A.E.Prantl
- Attalea kewensis (Hook.f.) Zona
- Attalea lauromuelleriana (Barb.Rodr.) Zona
- Attalea leandroana (Barb.Rodr.) Zona
- Attalea luetzelburgii (Burret) Wess.Boer
- Attalea macrocarpa (H.Karst.) Linden
- Attalea macrolepis (Burret) Wess.Boer
- Attalea magdalenica (Dugand) Zona
- Attalea maracaibensis Mart. in A.D.d'Orbigny
- Attalea maripa (Aubl.) Mart. in A.D.d'Orbigny
- Attalea maripensis (Glassman) Zona
- Attalea microcarpa Mart. in A.D.d'Orbigny
- Attalea moorei (Glassman) Zona
- Attalea nucifera H.Karst.
- Attalea oleifera Barb.Rodr.
- Attalea osmantha (Barb.Rodr.) Wess.Boer
- Attalea peruviana Zona
- Attalea phalerata Mart. ex Spreng.
- Attalea pindobassu Bondar
- Attalea plowmanii (Glassman) Zona
- Attalea princeps Mart. in A.D.d'Orbigny
- Attalea racemosa Spruce
- Attalea rhynchocarpa Burret
- Attalea rostrata Oerst.
- Attalea salazarii (Glassman) Zona
- Attalea salvadorensis Glassman
- Attalea seabrensis Glassman
- Attalea septuagenata Dugand
- Attalea speciosa Mart.
- Attalea spectabilis Mart.
- Attalea tessmannii Burret
- Attalea vitrivir Zona
- Attalea weberbaueri (Burret) Zona
- Attalea wesselsboeri (Glassman) Zona